# 長野地域

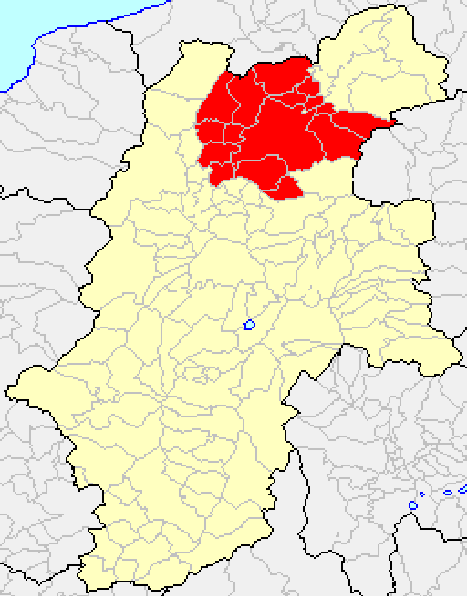

長野地域（ながのちいき）は、長野県北信地方の長野市を中心とした地域のことを指す名称で、県を10地域に分けるときに用いられる。長野地方とも呼ばれる。発足当時の埴科郡、更級郡、上高井郡、上水内郡の範囲と一致。
県の定義（狭義）では中野市、山ノ内町は長野地域に入らないが、長野地域という言葉が俗に使われる場合（広義）では中野市、山ノ内町も該当する。両市町が入らない場合は長野広域連合の範囲に一致する場合がある。人口は県の定義（狭義）の場合は570,384人（2005年8月1日現在）、俗に言う長野地域（広義）の場合は632,669人（同）。

## 該当市町村
- 長野市
- 須坂市
- 千曲市
- 上高井郡：小布施町、高山村
- 上水内郡：飯綱町、信濃町、小川村
- 埴科郡：坂城町

俗に使われる場合はこれに中野市、山ノ内町が加わることもある。
須坂市・上高井郡を総称して須高という。

## 管内の特別地方公共団体

### 広域連合
- 長野広域連合

### 一部事務組合
- 千曲坂城消防組合 - 千曲市、坂城町で構成。消防事務を共同で行う消防組合である。

#### 千曲坂城消防本部

##### 概要

###### 管轄区域
- 千曲市
- 埴科郡坂城町

###### 管轄面積
- 173.43km2

###### 消防署
- 3ヵ所

###### 職員定員
- 102人

###### 主力機械
- ポンプ消防車 ：2
- タンク消防車 ：3
- 化学消防車 ：2
- はしご車 ：1
- 救助工作車 ：2
- 指揮車：4
- 資機材搬送車 ：1
- 原因調査車：1
- 高規格救急車 ：6
- 査察車：3
- 広報車 ：1
- 作業車：4
- オートバイ ：7

###### 消防署
| 消防署           | 住所               |
| ---------------- | ------------------ |
| 更埴消防署       | 千曲市大字杭瀬下84 |
| 戸倉上山田消防署 | 千曲市大字磯部1221 |
| 坂城消防署       | 坂城町中之条1126-1 |

## 連携中枢都市圏
2016年に各市町村が連携協約を結び、長野市を中心とする長野地域連携中枢都市圏を形成している。

## 長野地域振興局
〒380-0836長野市大字南長野南県町686番地1